# Donk (Mol)
Donk is een gehucht van de gemeente Mol. Het is gelegen ten zuiden van het Kempens Kanaal en vormt een industrieel centrum.

## Industriële ontwikkeling
De aanleg van het Kempens Kanaal in 1846 en de aanleg van de Turnhoutse Baan in hetzelfde jaar, die het kanaal kruiste, betekende het begin van een industriële ontwikkeling. In 1896 kwam naast de Turnhoutsebaan nog een buurtspoorweg die een verbinding maakte tussen Mol en Turnhout. De buurtspoorweg werd al na enkele tientallen jaren uit dienst genomen. De afbraak ervan gebeurde pas in 1986 tezamen met de renovatie van de Turnhoutsebaan.
In 1860 begon men met de winning van zilverzand, waaruit in 1872 de Sablières et Carrières Réunies (SCR) voortkwam, later gegroeid tot Sibelco. In 1882 startte oostelijk van de Turnhoutsebaan de Grandes Sablières de la Campine, opgericht door A. Tacquenier en in 1910 omgedoopt tot Nouvelles Sablières. Deze maatschappij liet een plas van 85 ha achter, Miramar geheten, die tegenwoordig een recreatieplas is.
De stichting van Donk, omstreeks 1900, wordt toegeschreven aan Emiel Becquaert (Dessel, 1865 - Donk, 1932), eigenaar van de SCR, in samenwerking met de pastoor van Achterbos. In 1932 werd de reeds bestaande Nijverheidslaan omgedoopt tot Emiel Becquaertlaan.
Na de zandwinning volgden andere bedrijven, namelijk in 1911 een cementfabriek, de Betonwerken van Moll geheten. In 1923 ging men ook asbest verwerken en ontstond de N.V. Beton en Mollith. Het bedrijf ging in 1930 N.V. Johns-Manville heten.
In 1922 werd de flessenfabriek Verreries de Liège et de la Campine gesticht, welke later Verlica en dan weer Verlipack ging heten. Eind 1999 sloot deze fabriek. Sindsdien werden de bedrijfshallen gerestaureerd en verkocht/verhuurd aan nieuwe bedrijven. De site heet sindsdien Verlipark
Voorts kwam er in 1929 een kolengestookte elektriciteitscentrale van de Société d'Electricité de la Campine. Deze had aanvankelijk een vermogen van 20 MW, maar werd geleidelijk uitgebreid. In 1956 werd de centrale door EBES overgenomen, een bedrijf dat later tot Electrabel fuseerde. De centrale domineerde de streek met haar 125 meter hoge schoorstenen en een grote koeltoren van 75 meter hoog, die door veel mensen ten onrechte werd aangezien voor een koeltoren van het Studiecentrum voor Kernenergie.
Electrabel sloot de centrale in 2010 omdat deze een te hoog gehalte aan koolstofdioxide uitstootte. De terreinen werden opgekocht door VITO ter uitbreiding van deze instelling. Sindsdien ontmantelden gespecialiseerde firma's in opdracht van VITO de elektriciteitscentrale beetje bij beetje tot enkel de koeltoren en twee schoorstenen overbleven. In de laatste stap van de ontmanteling werden de koeltoren en schoorstenen op 10 juli 2014 met behulp van dynamiet opgeblazen. VITO heeft de intentie om op deze site een elektriciteitscentrale van 5 megawatt op aardwarmte te bouwen.

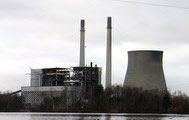
Voormalige koeltoren en schoorstenen elektriciteitscentrale ontmanteld in juli 2014 met dynamiet

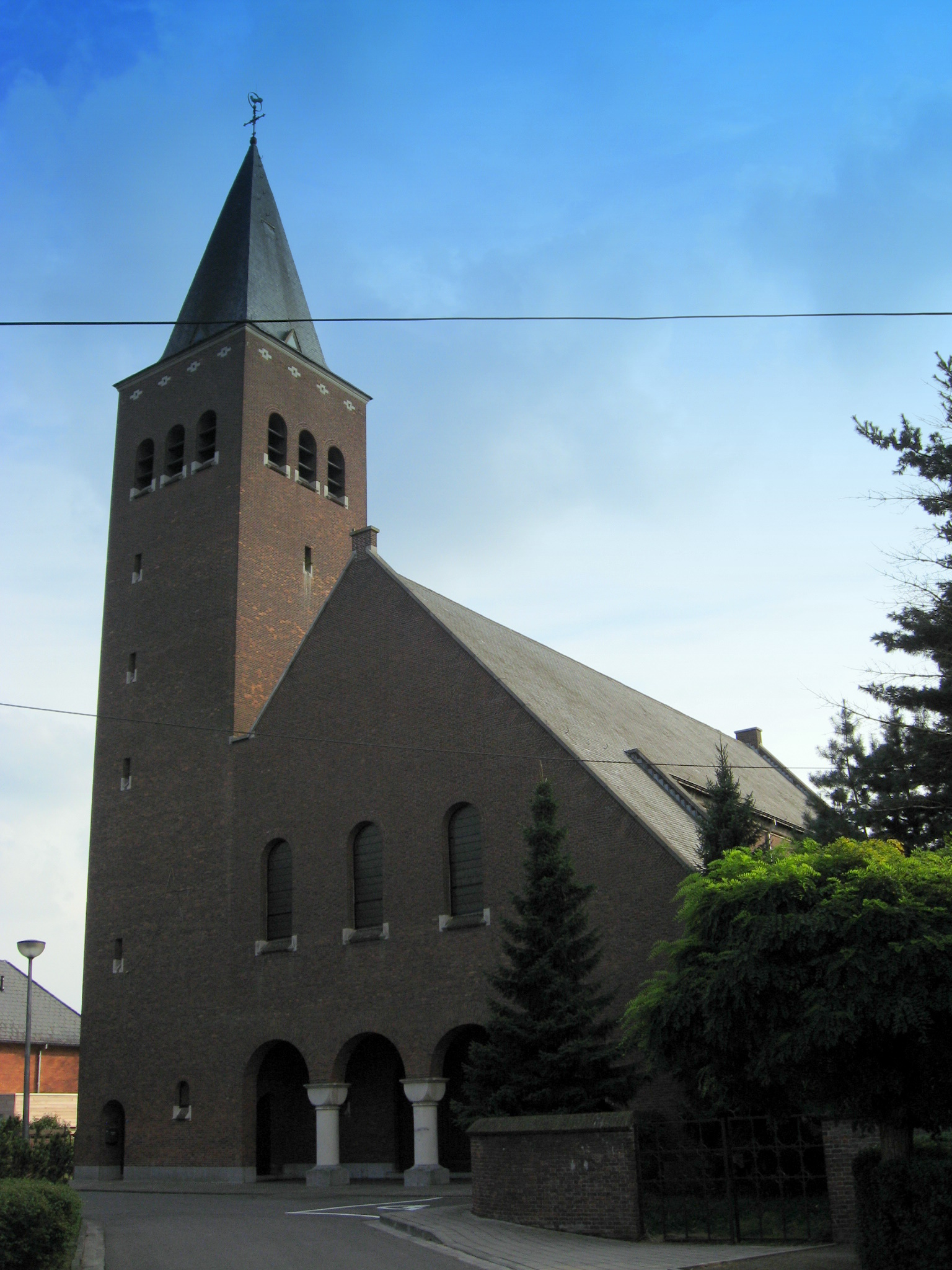
Ontwijdde Sint-Antonius Abtkerk die nu fungeert als ontmoetingscentrum/feestzaal "Den Donk"

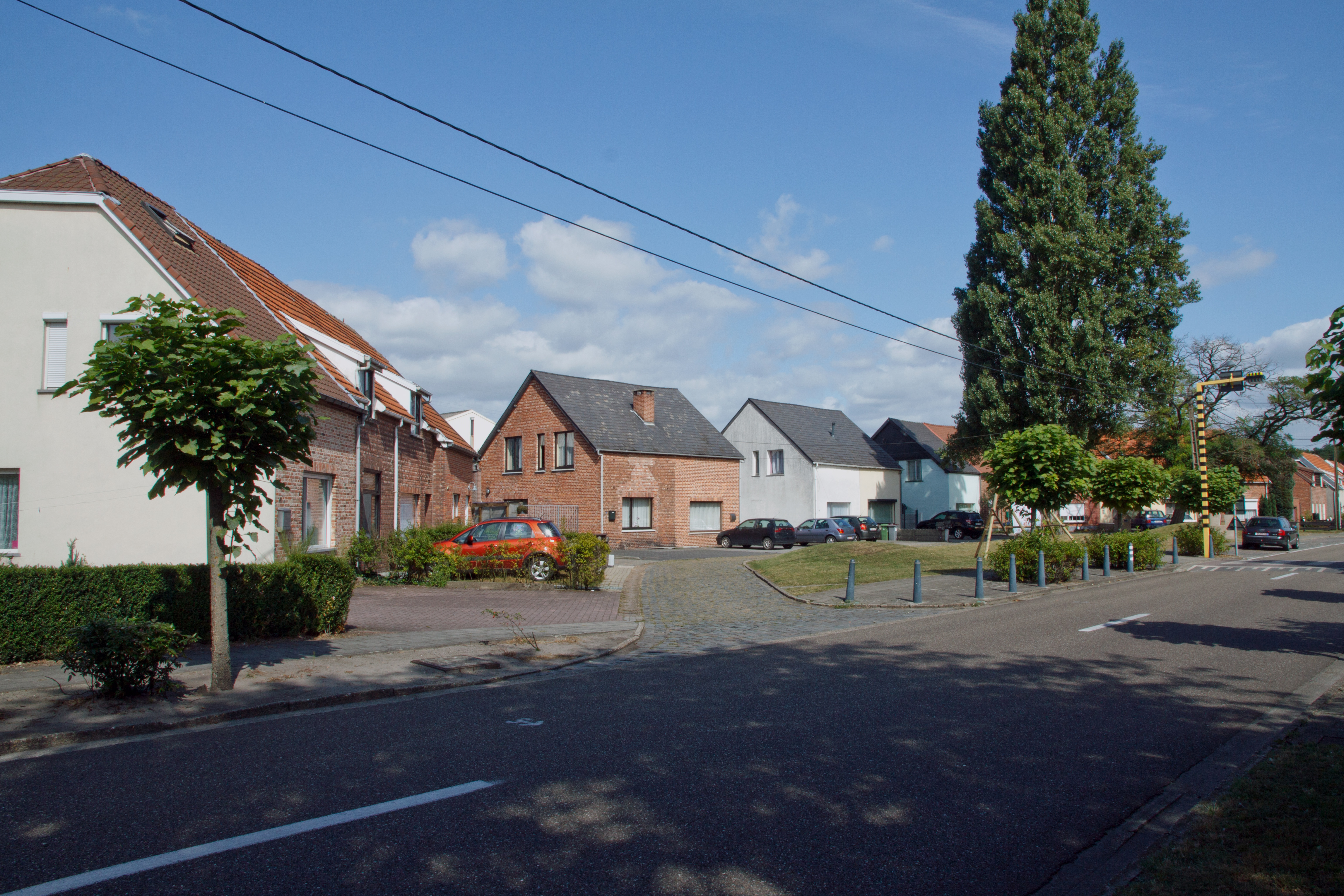
woonwijk in Donk

Na de Tweede Wereldoorlog verrees ten westen van Donk in 1952 het Studiecentrum voor Kernenergie met een aantal proefreactoren. Dit werd in de volksmond: Den Atoom genoemd. Daar tegenover aan de Desselse zijde van het kanaal werd in 1957 de opwerkingsfabriek Eurochemic gebouwd, en verder naar het westen het Instituut voor Referentiematerialen en Metingen (IRMM). Eind jaren 1980, begin 1990 stootte het Studiecentrum voor Kernenergie alle activiteiten die geen rechtstreeks verband hadden met nucleair onderzoek af. Deze activiteiten werden ondergebracht in de Vlaamse Instelling voor Technologisch Onderzoek (VITO). Door deze instellingen kreeg Donk een internationaal en Europees karakter.

## Woonwijken
Donk bestond oorspronkelijk uit aparte woningen en arbeidershuisjes om en rond de Turnhoutsebaan en de eerste bedrijven. Geografisch gezien staan deze huizen in het oosten van Donk.
In 1949 werd de Sint-Antoniuskerk gebouwd. Volgens veel geruchten werd de kerk gebouwd op een grote kuil die achterbleef na een bominslag tijdens de Tweede Wereldoorlog. Dit zou al veel werk en geld hebben bespaard wat graafwerken betrof. Daarnaast stond de kerk op een honderdtal meter van de bestaande huizen, wat qua ligging dan ook ideaal was.
Tussen 1954 en 1961 werd er in het westen een residentiewijk gebouwd rond de nucleaire site Studiecentrum voor Kernenergie. Deze wijk bestaat uit appartementen, dormitoria, rijhuizen en enkele villa's. Deze woningen zijn eigendom van de nucleaire sites en staan onder hun beheer. Bedoeling van deze wijk was om de vele tijdelijke medewerkers, studenten, buitenlandse werknemers, ... die werkten voor een van de nucleaire sites onderdak te geven tegen een zeer voordelig tarief. In 2008 werd een raming gedaan wat het zou kosten om de wijk volledig te renoveren. Daar de kosten te hoog waren, beslisten de beheerders om geen verdere investeringen meer te doen in deze wijk. De bewoners kregen de melding dat de wijk vanaf 2013 wordt afgebroken, maar tot op heden is daar nog niets van te merken en worden de woningen nog steeds verhuurd.
Tussen 1960 en 1965 werd er in het oosten nog een woonwijk gebouwd, aanpalend aan de oorspronkelijke woningen van het gehucht (aan de achterkant van de kerk). Van uitzicht lijkt deze woonwijk sterk op die van de rijhuizen van de residentiewijk. De achterliggende idee hiervan was om deze huizen te verkopen of te verhuren aan vaste (Belgische) medewerkers van de nucleaire sites. Deze huizen zijn momenteel in privé-bezit of in bezit van de Molse Woonmaatschappij.
Dankzij Emiel Becquaert had het gehucht al redelijk snel een basisschool en later een kleuterschool. Beide scholen werden op zeker ogenblik overgenomen door het katholieke Sint-Jan Berchmanscollege dat in het centrum van Mol ook een basisschool en middelbare school had. In 2000 besliste het St.-Jan Berchmanscollege om de school op Mol-Donk te sluiten. Zover kwam het toen niet: het schooltje werd onderdeel van het Vrije Basisonderwijs en werkte samen met de basisschool van Mol-Sluis. Gezien er op Mol-Donk steeds minder en minder kinderen werden geboren (omwille van de ouder wordende bevolking) werd besloten om de school te sluiten vanaf het schooljaar 2009-2010.

### Derde woonwijk
In 2012 werd een voorontwerp getoond betreffende de planning van een nieuwe sociale woonwijk en ontmoetingscentrum. De basisschool en het aanpalende klooster werden verbouwd naar woningen. De kleuterschool, bibliotheek en parochiecentrum werden afgebroken om nieuwe appartementen te bouwen. In plaats van een nieuwe zaal werd de kerk ontwijd en fungeert sindsdien als ontmoetingscentrum/feestzaal..

## Bezienswaardigheden
- De Sint-Antoniuskerk

## Natuur en landschap
Naast de zandwinningsplassen wordt Donk gekenmerkt door de Achterbosheide ten westen van het dorp. Dit naaldbosgebied is eigendom van het Studiecentrum voor Kernenergie, maar een aanzienlijk deel ervan is opengesteld voor het publiek. Tal van wandelingen zijn uitgezet in de omgeving van Donk.

## Verenigingen

### Huidige
Mol-Donk heeft enkele verenigingen, waaronder:
- FC Donk Sport[8]
- Femma Mol-Donk[9]
- OKRA Mol-Donk
- Scouts en Gidsen Mol-Donk[10]
- Samana Mol-Donk[11]
- KFC Mol Sport

### Vroegere verenigingen
- De Zandputvissers
- Dansclub
- Aquariumclub
- Kleine Donkse Schouwburg, toneelvereniging
- Ping-pong-club
- Volleybalclub
- Fotografieclub
- KWB

## Nabijgelegen kernen
Mol-Centrum, Sluis, Achterbos, Dessel